# 佛拉斯
佛拉斯（英語：Foras），別名「佛卡斯」（Forcas），是所羅門七十二柱魔神中排第31位的魔神，位階統領，統帥29個軍團。形象是一个强壮的男人，可以甄别药草与宝石，发现隐藏的宝物与复原失物。

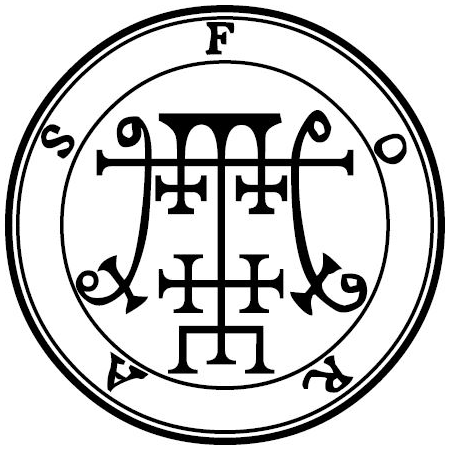
佛拉斯印章